# Pittsburgh Steelers 2024
La stagione 2024 dei Pittsburgh Steelers è stata la 92ª della franchigia nella National Football League (NFL) e la 18ª con Mike Tomlin come capo-allenatore.

## Scelte nel Draft 2024
| Scelte degli Steelers nel Draft 2024 |        |                 |       |                    |                          |
| Giro                                 | Scelta | Giocatore       | Ruolo | College            | Note                     |
| 1                                    | 20     | Troy Fautanu    | OT    | Washington         |                          |
| 2                                    | 51     | Zach Frazier    | C     | West Virginia      |                          |
| 3                                    | 84     | Roman Wilson    | WR    | Michigan           |                          |
| 3                                    | 98     | Payton Wilson   | LB    | NC State           | Da Philadelphia          |
| 4                                    | 119    | Mason McCormick | G     | South Dakota State |                          |
| 6                                    | 178    | Logan Lee       | DE    | Iowa               | Da Arizona, via Carolina |
| 6                                    | 195    | Ryan Watts      | CB    | Texas              |                          |

## Staff
| Staff dei Pittsburgh Steelers |
| --- |
| Organi dirigenziali - Presidente – Art Rooney II - Vice presidente – Art Rooney Jr. - Vice presidente & general manager – Omar Khan - Vice presidente del football e amministrazione – Omar Khan - Coordinatore personale dei giocatori – Dan Rooney Jr. - Coordinatore degli osservatori del college – Phil Kreidler - Coordinatore degli osservatori dei professionisti – Brandon Hunt - Coordinatore dell'amministrazione del football – Cole Marcoux - Coordinatore delle operazioni della squadra – Aidan Hennessey-Niland - Assistente senior/osservatore del college – Rick Reiprish Capo allenatore - Mike Tomlin - Assistente capo-allenatore – John Mitchell Altri allenatori - Preparatore atletico – Garrett Giemont - Assistente p.a. – Marcel Pastoor - Assistente p.a. – Rodain Delus - Direttore dello sviluppo dei giocatori – Darrel Young Allenatori dell'attacco - Coordinatore offensivo – Matt Canada - Quarterback – Mike Sullivan - Running back – Eddie Faulkner - Wide receiver – Frisman Jackson - Assistente wide receiver – Blaine Stewart - Tight end – Alfredo Roberts - Offensive line – Pat Meyer - Controllo qualità attacco – Matt Tomsho Allenatori della difesa - Coordinatore difensivo – Teryl Austin - Defensive line – Karl Dunbar - Assistente senior/linebacker – Brian Flores - Inside linebacker – Jerry Olsavsky - Assistente outside linebacker – Denzel Martin - Defensive back– Grady Brown Allenatori dello special team - Coordinatore dello Special Team: Danny Smith - Assistente – Matt Symmes |

## Roster
| Roster dei Pittsburgh Steelers |
| --- |
| Quarterback - 4 Kyle Allen - 2 Justin Fields - 3 Russell Wilson Running Back - 22 Najee Harris - 83 Connor Heyward FB - 84 Cordarrelle Patterson - 30 Jaylen Warren Wide Receiver - 19 Calvin Austin - 11 Van Jefferson - 13 Scotty Miller - 14 George Pickens - 10 Roman Wilson Tight End - 88 Pat Freiermuth - 81 MyCole Pruitt - 80 Darnell Washington Offensive Linemen - 74 Spencer Anderson G - 78 James Daniels G - 76 Troy Fautanu T - 54 Zach Frazier C - 77 Broderick Jones T - 62 Ryan McCollum C - 66 Mason McCormick G - 65 Dan Moore T - 73 Isaac Seumalo G Defensive Linemen - 57 Montravius Adams DT - 95 Keeanu Benton NT - 97 Cameron Heyward DT - 98 DeMarvin Leal DE - 74 Logan Lee DT - 92 Isaiahh Loudermilk DT - 94 Dean Lowry DT - 99 Larry Ogunjobi DT Linebacker - 51 Nick Herbig OLB - 56 Alex Highsmith OLB - 44 Tyler Matakevich ILB - 6 Patrick Queen ILB - 50 Elandon Roberts ILB - 93 Mark Robinson ILB - 90 T.J. Watt OLB - 41 Payton Wilson ILB Defensive Back - 30 Beanie Bishop CB - 25 DeShon Elliott SS - 34 Jalen Elliott FS - 39 Minkah Fitzpatrick FS - 26 Donte Jackson CB - 23 Damontae Kazee SS - 28 Miles Killebrew FS - 24 Joey Porter Jr. CB - 21 Darius Rush CB - 27 Cory Trice CB Special Team - 9 Chris Boswell K - 5 Cameron Johnston P - 46 Christian Kuntz LS Lista delle riserve - 60 Dylan Cook T (IR-DRF) - 71 Nate Herbig G (IR) - 55 Cole Holcomb ILB (PUP) - 49 Jeremiah Moon OLB (IR-DRF) - 33 David Perales OLB (IR) - 20 Cameron Sutton CB (Sospeso) - 29 Ryan Watts CB (IR) Squadra di allenamento - 18 Anthony Averett CB - 45 Jack Colletto FB - 31 Zyon Gilbert CB - 37 Thomas Graham Jr. CB - -- Devin Harper ILB - 38 Marcus Haynes OLB - -- Brandon Johnson WR - -- John Leglue G - -- Doug Nester G - -- Adetokunbo Ogundeji OLB - -- Boston Scott RB - -- Ben Skowronek WR - 79 Jacob Slade DE - 35 Jonathan Ward RB - 87 Rodney Williams TE Roster aggiornato al 30 agosto 2024 53 attivi, 7 inattivi, 15 nella squadra di allenamento |
| Legenda - I rookie sono in corsivo. - Il primo ruolo è il principale mentre gli eventuali successivi indicano i ruoli secondari. - (IR) sta per Injured Reserve ed indica la lista ristretta per un solo giocatore infortunato che può tornare ad allenarsi dopo la settimana 6 e a rientrare in prima squadra dopo che questa ha giocato 8 partite. - (NF-Inj.) / (NF-Ill.) stanno rispettivamente per Non-Football Injured e Non-Football Illness ed indicano le liste dove viene inserito un giocatore che ha un infortunio o una malattia non dipendente dal football americano. - (PUP) sta per Physically Unable to Perform ed indica la lista dove viene inserito un giocatore mentre è in attesa di recuperare la condizione fisica. Nella stagione regolare dopo la sesta partita giocata dalla propria squadra, il giocatore ha tempo tre settimane per riprendere ad allenarsi, più tre settimane aggiuntive dal suo rientro agli allenamenti per rientrare in prima squadra. |

## Precampionato
Le gare del precampionato furono annunciate insieme al calendario della stagione regolare.
| Precampionato |           |           |                 |           |        |                  |            |         |
| Settimana     | Data      | Ora (ET)  | Avversario      | Risultato | Record | Stadio           | TV         | Sintesi |
| 1             | 9 agosto  | 7:00 p.m. | Houston Texans  | S 12-20   | 0-1    | Acrisure Stadium | KDKA (CBS) | Sintesi |
| 2             | 17 agosto | 7:00 p.m. | Buffalo Bills   | S 3-9     | 0-2    | Acrisure Stadium | KDKA (CBS) | Sintesi |
| 3             | 24 agosto | 1:00 p.m. | @ Detroit Lions | S 17-24   | 0-3    | Ford Field       | KDKA (CBS) | Sintesi |

## Stagione regolare

### Calendario
Il 15 maggio 2024 fu annunciato il calendario della stagione regolare. Data e orario della gara di settimana 18 furono definiti il 29 dicembre, subito dopo lo svolgimento del diciassettesimo turno.
| Stagione regolare |                    |                    |                         |                    |                    |                            |                    |                    |
| Settimana         | Data               | Ora (ET)           | Avversario              | Risultato          | Record             | Stadio                     | TV                 | Sintesi            |
| 1                 | 8 settembre        | 1:00 p.m.          | @ Atlanta Falcons       | V 18-10            | 1-0                | Mercedes-Benz Stadium      | Fox                | Sintesi            |
| 2                 | 15 settembre       | 4:25 p.m.          | @ Denver Broncos        | V 13-6             | 2-0                | Empower Field at Mile High | CBS                | Sintesi            |
| 3                 | 22 settembre       | 1:00 p.m.          | Los Angeles Chargers    | V 20-10            | 3-0                | Acrisure Stadium           | CBS                | Sintesi            |
| 4                 | 29 settembre       | 1:00 p.m.          | @ Indianapolis Colts    | S 24-27            | 3-1                | Lucas Oil Stadium          | CBS                | Sintesi            |
| 5                 | 6 ottobre          | 8:20 p.m.          | Dallas Cowboys (S)      | S 17-20            | 3-2                | Acrisure Stadium           | NBC                | Sintesi            |
| 6                 | 13 ottobre         | 4:05 p.m.          | @ Las Vegas Raiders     | V 32-13            | 4-2                | Allegiant Stadium          | CBS                | Sintesi            |
| 7                 | 20 ottobre         | 8:20 p.m.          | New York Jets (S)       | V 37-15            | 5-2                | Acrisure Stadium           | NBC                | Sintesi            |
| 8                 | 28 ottobre         | 8:15 p.m.          | New York Giants (M)     | V 26-18            | 6-2                | Acrisure Stadium           | ESPN               | Sintesi            |
| 9                 | Settimana di pausa | Settimana di pausa | Settimana di pausa      | Settimana di pausa | Settimana di pausa | Settimana di pausa         | Settimana di pausa | Settimana di pausa |
| 10                | 10 novembre        | 1:00 p.m.          | @ Washington Commanders | V 28-27            | 7-2                | Northwest Stadium          | CBS                | Sintesi            |
| 11                | 17 novembre        | 1:00 p.m.          | Baltimore Ravens        | V 18-16            | 8-2                | Acrisure Stadium           | CBS                | Sintesi            |
| 12                | 21 novembre        | 8:15 p.m.          | @ Cleveland Browns (T)  | S 19-24            | 8-3                | Huntington Bank Field      | Prime Video        | Sintesi            |
| 13                | 1º dicembre        | 1:00 p.m.          | @ Cincinnati Bengals    | V 44-38            | 9-3                | Paycor Stadium             | CBS                | Sintesi            |
| 14                | 8 dicembre         | 1:00 p.m.          | Cleveland Browns        | V 27-14            | 10-3               | Acrisure Stadium           | CBS                | Sintesi            |
| 15                | 15 dicembre        | 4:25 p.m.          | @ Philadelphia Eagles   | S 13-27            | 10-4               | Lincoln Financial Field    | Fox                | Sintesi            |
| 16                | 21 dicembre        | 4:30 p.m.          | @ Baltimore Ravens      | S 17-34            | 10-5               | M&T Bank Stadium           | Fox                | Sintesi            |
| 17                | 25 dicembre        | 1:00 p.m.          | Kansas City Chiefs      | S 10-29            | 10-6               | Acrisure Stadium           | Netflix            | Sintesi            |
| 18                | 4 gennaio          | 8:00 p.m.          | Cincinnati Bengals      | S 17-19            | 10-7               | Acrisure Stadium           | ESPN/ABC           | Sintesi            |

Note:
- Gli avversari della propria division sono in grassetto.
- Il simbolo "@" indica una partita giocata in trasferta.
- (M) indica il Monday Night Football, (T) il Thursday Night Football e (S) il Sunday Night Football.

## Play-off
Al termine della stagione regolare gli Steelers arrivarono secondi nella AFC North con un record di 10 vittorie e 7 sconfitte, qualificandosi ai play-off come testa di serie (seed) numero 6. Uscirono nel turno delle Wild card sconfitti da Baltimore. 
| Play-off  |            |           |                        |           |        |                  |             |         |
| Turno     | Data       | Ora (ET)  | Avversario (seed)      | Risultato | Record | Stadio           | TV          | Sintesi |
| Wild Card | 11 gennaio | 8:00 p.m. | @ Baltimore Ravens (3) | S 14-28   | 0-1    | M&T Bank Stadium | Prime Video | Sintesi |

## Premi

### Premi settimanali e mensili
- Chris Boswell:

giocatore degli special team della AFC della settimana 1
giocatore degli special team della AFC del mese di settembre
giocatore degli special team della AFC del mese di ottobre
giocatore degli special team della AFC della settimana 11
- T.J. Watt:

difensore della AFC della settimana 8
- Calvin Austin:

giocatore degli special team della AFC della settimana 8
- Beanie Bishop:

rookie difensivo del mese di ottobre
- Russell Wilson:

quarterback della settimana 13